# Xanthorhoe confixaria
Xanthorhoe confixaria är en fjärilsart som beskrevs av Herrich-Schäffer 1848. Xanthorhoe confixaria ingår i släktet Xanthorhoe och familjen mätare. Inga underarter finns listade i Catalogue of Life.